# Рикошет (музыка)
Рикошет или Ricochet (фр. ricochet) — разновидность штриха при игре на скрипке, основанного на естественных «подпрыгиваниях» смычка во время его движения по струне. Выглядит это так: смычок «бросается» на струну с последующим скольжением по ней. Из-за броска смычок отпрыгивает от струны, но возвращается и снова подпрыгивает, и так несколько раз. Всё это происходит быстро и естественным образом. А в это время левая рука нажимает последовательность нот. Причём подскок смычка происходит за счёт упругих свойств его трости (плюс упругость волоса и струны).
Поскольку амплитуда подпрыгивания небольшая и частая, данный приём подходит для исполнения быстрых пассажей, где каждая нота получается острой и яркой.
Разновидности данного приёма — saltando и tremolo. Технически в тремоло смычок выполняет те же действия, но в левой руке держится одна нота.
Ricochet-saltato — штрих, выполняемый ударом волосами поднятого смычка по струне, как правило используемый непрерывной группой.